# Талеб, Юсеф Сабри Абу
Юсеф Сабри Абу Талеб Гиад Аль-Хак (араб. وسف صبري أبوطالب جادالحق‎; 
24 мая 1929 — 30 сентября 2008) — египетский политический, государственный и военный деятель, генерал-полковник, Верховный главнокомандующий вооруженными силами Египта, военный министр Египта (1989—1991).

## Биография
Вступил в египетскую армию в молодом возрасте. Окончил Каирскую военную академию, затем проходил обучение в США и Советском Союзе, до того, как президент Садат порвал отношения с Москвой в начале 1970-х годов.
Продвижение по службе: Командир 6-й артиллерийской дивизии. Начальник штаба 3-й полевой армейской артиллерии. Командующий 3-й армией полевой артиллерии. Начальник штаба Артиллерийско-ракетного управления. Директор артиллерийского и ракетного управления.
Участник Арабо-израильской войны (1947—1949), Египетско-израильской войны на истощение (1967—1970), Синайской войны, Шестидневной войны, Войны Судного дня и Войны в Персидском заливе.
Командовал артиллерией Третьей армии в Суэце во время войны 1973 года, когда израильские войска окружили город. В 1979 году некоторое время занимал пост помощника министра обороны.
С 1983 года шесть лет занимал пост губернатора мухафазы Каир. Завоевал популярность в качестве губернатора Каира благодаря улучшениям в телефонной системе, усилиям по уменьшению заторов уличного движения и мерам по очистке города. Позже был губернатором Северного Синая  (май 1980 - август 1982), где внёс свой вклад в восстановление его после войны.
Близкий союзник Хосни Мубарака.
С апреля 1989 по май 1991 года — Главнокомандующий Вооруженными Силами Египта, тогда же занимал пост министра обороны и военной промышленности Арабской Республики Египет при президенте Хосни Мубараке, сменив на этом посту Абд аль-Халим Абу Газала.

## Награды
- Орден Республики (Египет)
- Медаль «За воинский долг» I степени.
- Медаль за отличную службу .
- Медаль за обучение I степени.
- Медаль «За выслугу лет и примерную службу» .
- Несколько наград зарубежных стран.